# 아네우리 로드리게스
아네우리 로드리게스(Aneury Rodríguez, 1987년 12월 13일 ~ )는 전 KBO 리그 삼성 라이온즈의 투수이다.

## 미국 프로 야구 시절
2005년 국제 FA 자격을 통해 콜로라도 로키스와 계약하고 마이너 리그에서만 생활하다가 2009년 제이슨 하멜과 탬파베이 레이스에 1:1로 트레이드된다. 2010년 메이저 리그 룰5 드래프트를 통해 휴스턴 애스트로스로 이적한다. 2012년 시즌 후 40인 로스터에서 제외되면서 방출됐다.

## 한국 프로 야구 시절
2013년 삼성 라이온즈에 영입되었으나 성적 부진에 팔꿈치 뼛조각까지 발견되어 시즌 중 웨이버 공시되었다.